# The Journal of Clinical Pharmacology
Il The Journal of Clinical Pharmacology è una rivista medica sottoposta a revisione paritaria che si occupa di farmacologia. Il caporedattore è Joseph S. Bertino, Jr. (Bertino Consulting). È stata fondata nel 1961 ed è attualmente pubblicata dalla John Wiley & Sons in collaborazione con l'American College of Clinical Pharmacology.

## Storia del titolo
La rivista è stata fondata nel 1961 con il nome di The Journal of New Drugs. Dal 1967 al 1970 è stata conosciuta come The Journal of Clinical Pharmacology e Journal of New Drugs. Dal 1970 al 1973 si chiamò The Journal of Clinical Pharmacology and New Drugs.. Nel 1973 ha ottenne la denominazione attuale.

## Indicizzazione
Gli abstract e gli articoli sono indicizzati dai seguenti database bibliografici:
- Academic Search Premier
- Agricultural & Environmental Science Database
- BIOSIS
- Biotechnology Research Abstracts
- CAB Abstracts
- Chimica
- CINAHL
- EMBASE
- International Pharmaceutical Abstracts
- MEDLINE
- Science Citation Index Expanded
- Scopus
- Veterinary Science Database